# Hakpis
Hakpis (écrite aussi Hakpish, Hakmis ou Hakmish) est une ville hittite d'Anatolie centrale située au nord de la capitale hittite Hattusa et au sud de la ville de Nerik. Sa localisation précise est inconnue mais on pense généralement qu'elle se trouvait dans les parages de l'actuelle ville turque de Çorum

## Historique

Localisation des régions et principales villes de l'Anatolie hittite.

Hakpis gagna en importance au xve siècle av. J.-C. après que les Gasgas aient conquis la ville sainte de Nerik. Comme ceux-ci « négligeaient le service des Dieux », le roi Arnuwanda Ier et la reine Asmunikal instituérent Hakpis comme capitale cultuelle.
Au début du xiiie siècle av. J.-C., Muwatalli II fit de Hakpis la capitale du nord de ses possessions. Il en confia le gouvernement à son frère Hattusili. Celui-ci dut combattre les agressions Gasgas. Il leur reprit la ville de Nerik. Hattusili soutint ensuite son frère dans la bataille de Qadesh contre Ramsès II en y commandant des troupes de Hakpis.
À la mort de Muwatalli II, son fils, Urhi-Teshub, lui succéda, sous le nom de règne de Mursili III. La tension ne fit que croître entre Urhi-Teshub et son oncle Hattusili. Celui-ci avait le contrôle des villes de Hakpis et Nerik. L'affrontement tourna en guerre ouverte : Hattusili l'emporta, déposa son neveu, l'exila et prit le pouvoir sous le nom de Hattusili III. Dès son accession au trône, il nomma gouverneur de Hakpis son propre fils, le futur roi Tudhaliya IV.

## La ville cultuelle
Les cultes en vigueur à Hakpis étaient représentatifs du panthéon et des pratiques religieuses hittites. On y célébrait les dieux de la végétation, tels que Télipinu et son épouse Hatepinu ; Huzziya et Huwattashi. On y fêtait aussi les dieux du temps : Tarhunna harshiharshiyash, dieu de la pluie ; Tarhunna heyawash, dieu de la tempête. Après le premier orage de printemps, on célébrait la fête du printemps : on transportait l'image du dieu des prairies jusqu'à la stèle d'Hurwasish où l'on sacrifiait une vache et un mouton. Pour célébrer le dieu de la pluie, on vidait sur le sol un récipient d'eau en prononçant cette prière : 
« Seigneur dieu du temps, répands la pluie en abondance ! Abreuve la terre noire ! ».